# 楚 (十国)

楚
楚

917年の楚（水色）

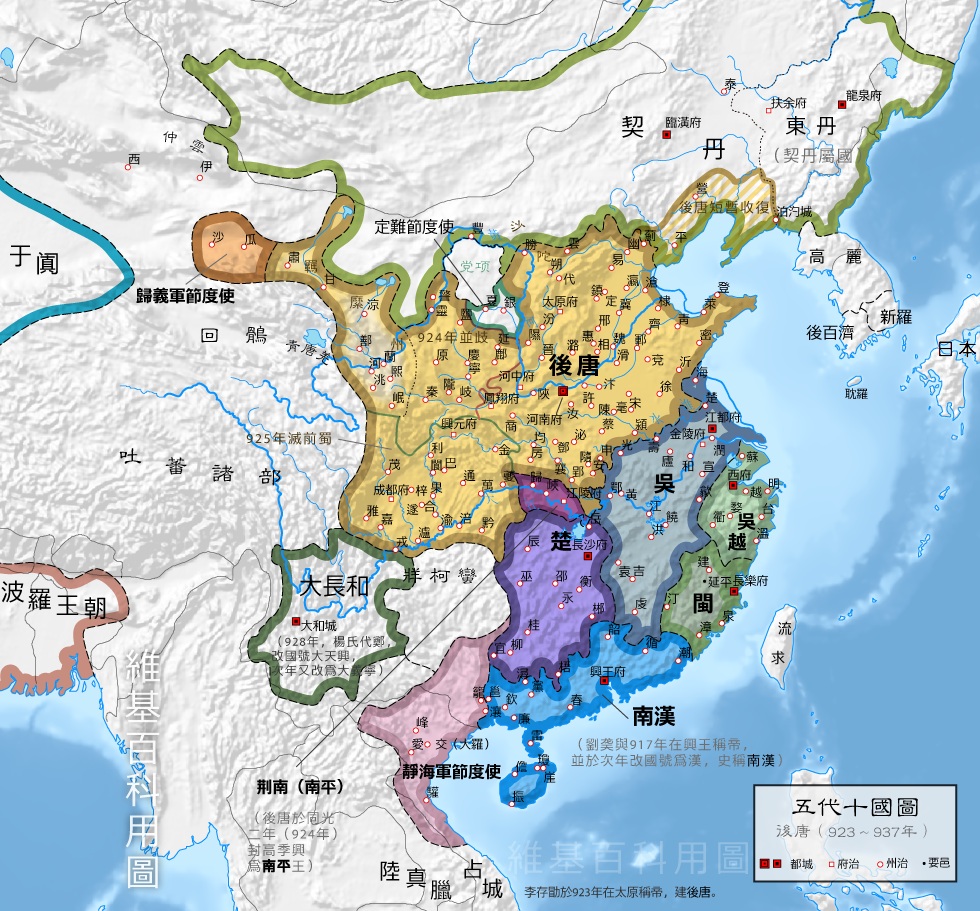
後唐代の楚（青紫）

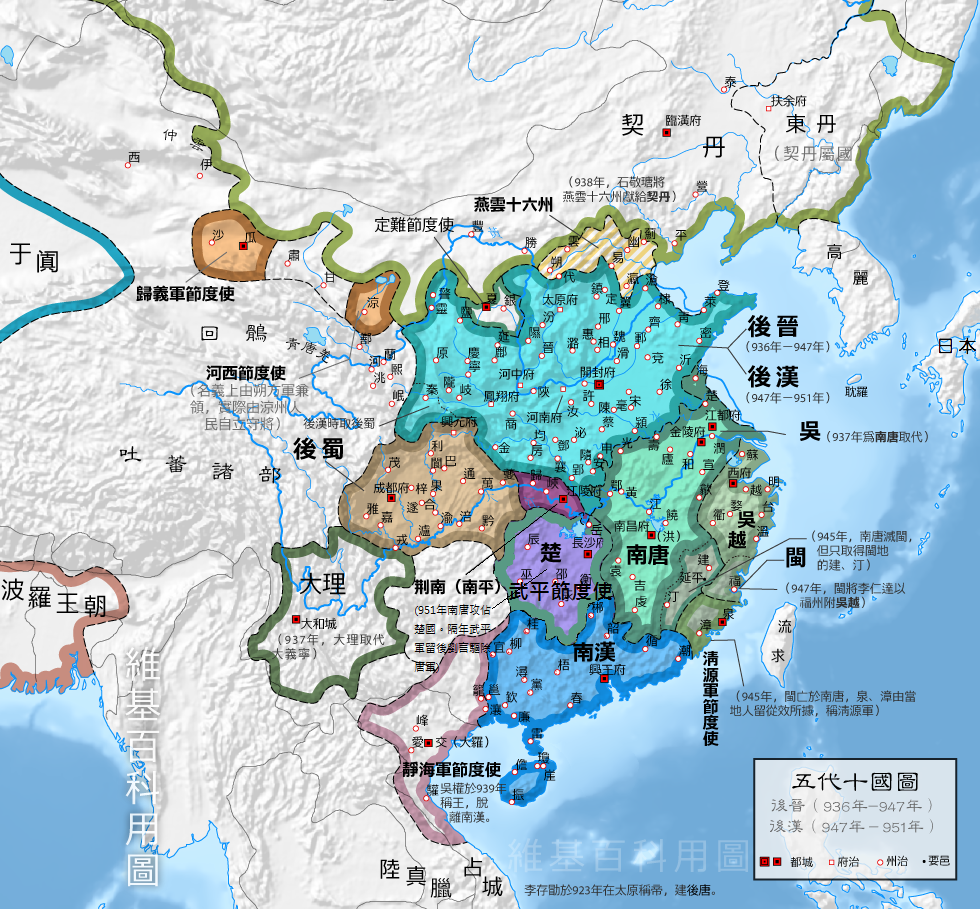
後晋・後漢代の楚（青紫）

楚（そ、907年 - 951年）は、中国五代十国時代に湖南省・広西チワン族自治区を支配した国。茶の交易で栄えた。

## 歴史
建国者の馬殷（ばいん）は木工から身を起こして、河南の群雄の秦宗権（しんそうけん）の武将の孫儒（そんじゅ）に従って淮河の周辺を転戦し、孫儒の死後に長沙（潭州、現在の湖南省長沙市）に入って湖南一帯に勢力を獲得し、896年に湖南節度使となる。その後、広西方面にも勢力を伸ばし、907年に朱全忠により、後梁が建てられるとこれに入朝し、楚王に封ぜられた。その後、後梁が後唐に滅ぼされるとこれにも入朝し、歴代の王は全て中原の五代王朝に称臣した。
これは軍事的には東の呉に対抗するためであり、経済的には特産品の茶の交易路を閉ざさないためでもあった。当時、茶は全国で需要があり、北方の契丹なども貴重なビタミン源として茶を求めていた。また茶以外にも木綿や絹などの産業を興し、湖南・広西の経済を大きく育てた。
930年に馬殷が死去すると、彼の20人に上る息子の間で継承争いが起きる。まず次男の馬希声（ばきせい）が即位するが、元から暗愚と言われており、その評判どおりに内政を省みず、奢侈にふけり、他国の策に乗って家臣を殺すなどの悪政が目立った。
932年に馬希声が死ぬと、馬殷の四男の馬希範（ばきはん）が後を継いだ。馬希範は馬殷に倣って後唐に対して入朝し、楚王に封ぜられる。しかしその奢侈は兄を上回り、宴会を好んで、財政を悪化させた。
947年に馬希範が死ぬと、馬殷の三十五男の馬希広（ばきこう）が後を継ぐ。しかしこれに不満を持った異母兄の馬希萼（ばきがく）は自立して自ら王を名乗り、南唐の支援を受けて、潭州の馬希広を攻撃してきた。950年に馬希萼の軍は潭州を陥落させて、馬希広を殺し、馬希萼が楚王となる。しかし馬希萼も弟の馬希崇（ばきすう）に背かれて幽閉され、馬希崇が権力を握る。馬希崇は領内の慰撫に失敗し、一連の混乱を好機と見た南唐は楚に侵攻し、951年に潭州を落とされて楚は滅びた。馬希萼は南唐の首都の江寧に移されてそこで死去した。馬希崇は南唐に仕えて節度使となり、南唐が後周の攻撃を受けると、後周に保護され、後周に将軍位を授けられた。
その後、馬希萼の武将であった周行逢（しゅうこうほう）が南唐の支配を退けて、956年に再び湖南を制圧するが、962年に子の周保権が後を継いでまもなく部下が反乱を起こし、翌年に北の宋に併合された。

## 経済
前述のように楚は茶を中心とした交易で栄えた商業国家であった。茶の売買は国家によって奨励され、絹織物の生産を奨励するために納税を絹で納めさせたりしていた。また独自に国内でのみ通用する鉛製の貨幣である鉛銭を作り、国外への貨幣持ち出しを禁止して、資産の集中を図った。

## 楚の統治者
1. 武穆王 馬殷（字は覇図、852年 - 930年、在位907年 - 930年）
2. 衡陽王 馬希声（字は若訥、899年 - 932年、在位930年 - 932年）
3. 文昭王 馬希範（字は宝規、899年 - 947年、在位932年 - 947年）
4. 廃王 馬希広（字は徳丕、生年不詳 - 950年、在位947年 - 950年）
5. 恭孝王 馬希萼（生没年不詳、在位950年 - 951年）
6. 廃王 馬希崇（生没年不詳、在位951年）